# トーキング ウィズ 松尾堂
トーキング ウィズ 松尾堂（トーキング ウィズ まつおどう）は、NHK-FMで2007年4月29日から2023年3月12日まで放送されていたトーク番組である。

## 概要
東京・渋谷にあるという設定の老舗の書店『松尾堂』を舞台に展開されるトーク・バラエティ。店主役の松尾貴史と店員役の女性アシスタントが毎回ゲスト（基本的に2名ずつ）を迎えてトークを繰り広げる。
書店を舞台とする設定にちなみ、ゲストの著書や、ゲストの“とっておきの一冊”、さらにはテーマに沿った書籍など、本の紹介を随所に交えながらトークを展開していく。また、トークの合間にはゲストの“おすすめの曲”（リクエスト曲）が流される。
番組は事前収録したものが放送される。なお、2012年11月4日放送分では番組開始以来初めて公開生放送が行われた（CR-501スタジオから公開イベント『NHK文化祭 たいけん広場2012』の一環として）。
2023年3月12日にレギュラー放送としての最終回を迎え、第1回（2007年4月29日放送）の森永卓郎と、2021年8月15日放送分の平野啓一郎とのトークをそれぞれ振り返り、過去のレギュラーだった佐藤寛子・藤井彩子からのメッセージを交え、16年間の放送に幕を閉じた。4月からは当該の時間帯に『NHKのど自慢』（総合テレビ、ラジオ第1のサイマル放送　12:15 ｰ 13:00）、『ディスカバー・ビートルズⅡ』（13:00 ｰ 14:00）が放送されることにより、『日曜喫茶室』以来、46年間続いて来たNHK-FM 日曜昼のトーク番組は終了した。

## パーソナリティ
- 松尾貴史 - 店主（進行役）
- 加藤紀子 - 店員（アシスタント、2012年4月 - 2023年3月）

### 過去の店員
- 佐藤寛子（2007年4月 - 2011年3月）
- 藤井彩子（NHKアナウンサー、2011年4月 - 2012年3月）

## 番組テーマ曲
- テイク・ファイヴ（作曲 - ポール・デスモンド、演奏 - 鼓：堅田喜三久、サクソフォーン：山屋清 他）

日本コロムビア発売の『日本の楽器「囃子」』(COCJ-31728) に収録。

## 放送日・時間
- 毎月最終週日曜日 12:15 - 14:00 （2007年4月 - 2008年3月）
- 毎週日曜日（原則として毎月最終週を除く） 12:15 - 14:00 （2008年4月 - 2023年3月）
  - 原則として毎月最終週は『グッチ裕三の日曜ヒルは話半分』（2017年4月30日 - 2023年3月19日）を放送するため休止。2017年3月までは『日曜喫茶室』（2017年3月26日終了）が最終週の放送であった。
  - 地域別番組編成（高校野球地方大会中継など）の都合上、臨時に休止となる地域もある。なお、一部地域が休止となった場合でも振り替えでの再放送は行われないが、「NHKネットラジオ らじる★らじる」を利用することで聴取可能となっている。また特別編成が実施される場合（お盆休みを含む8月、年末年始、3月の年度末や、今日は一日○○三昧が放送される日など）、臨時に休止する日や、日曜日が5週目まであるときの下旬の一部で、アンコール放送に充てたこともある。